# Piedra de toque
Piedra de toque és una pel·lícula dramàtica espanyola del 1963 ambientada en la Guinea Espanyola dirigida per Julio Buchs García, autor del guió juntament amb Jaime García-Herranz.

## Sinopsi
Carlos és un jove que viu ociosament a costa de la immensa fortuna del seu pare, Enrique Rivera, un home de negocis vidu i entrat en anys, però que un dia li diu que es casarà amb la seva secretària, Dora, que alhora manté una relació sentimental amb Carlos. Aleshores Carlos marxa cap a l'illa de Fernando Poo a treballar a les plantacions del seu pare.

## Repartiment
- Arturo Fernández	 ...	Carlos Rivera
- Susana Campos 	...	Dora
- Ángela Bravo ...	Elena
- Roberto Camardiel	 ...	Montoro
- Alfonso Godá	 ...	Don Enrique Rivera
- José María Caffarel...	Lino Salazar
- Ángel Ter ...	Barman

## Premis
Als Premis del Sindicat Nacional de l'Espectacle de 1963 va rebre el premi especial de 250.000 pessetes i el premi a la millor fotografia per Manuel Hernández Sanjuán